# Soucirac
Soucirac är en kommun i departementet Lot i regionen Occitanien i södra Frankrike. Kommunen ligger i kantonen Saint-Germain-du-Bel-Air som tillhör arrondissementet Gourdon. År 2022 hade Soucirac 103 invånare.

## Befolkningsutveckling
Antalet invånare i kommunen Soucirac
| Referens: INSEE |